# موقق
موقق تقع البلدة في الجنوب الغربي من منطقة حائل، وتبعد حوالي 80 كلم عن مركز المدينة. تعتبر موقق من أقدم البلدات في منطقة حائل وأكبرها، وتتبعها عشرات القرى الصغيرة وهي إحد القرى التابعة لمنطقة حائل.
تقع مدينة موقق على: خط عرض: 27 درجة و 25 دقيقة وخط طول: 41 درجة و 8 دقائق، وزاوية اتجاه القبلة لمدينة موقق: 189 درجة. تقع مدينة موقق على ارتفاع 1200 متر عن مستوى سطح البحر. تبعد مدينة موقق عن مدينة حائل عبر طريق حائل العلا تبوك 65 كيلومتر. تبعد مدينة موقق عن مدينة حائل عبر طريق الحفير 90 كيلومتر. تقع مدينة موقق في الجهة الغربية من جبل أجا في حين تقع مدينة حائل في الجهة الشرقية من جبل أجا.، ويقول فيها زيد الخيل:

## نبذة تاريخية
زارها الرحالة الفلندي جورج أوغست قالين عام 1847 م وقال عنها: وإلى الشمال الغربي من جبل أجـا تقع أيضاً بلدة موقق إحدى أكبر بلدان المقاطعة، وعـدد 220 عائلة ونيف.
وزارها البريطاني لويس موزل عام 1915م وقد وصفها وصفاً دقيقاً في كتابه «شمال نجد» وعلى الرغم من زيارة أولئك المستشرقين لها، إلا إنهم لم يذكروا شيئاً عن الكتابات والنقوش الموجودة في عدد من الجبال القريبة منها، وتتركز المواقع الأثرية في الجبال والهضاب الواقعة إلى الشمال، والشمال الغربي منها، وتتمثل هذه الآثار في بنايات وقصور شيّدت فوق قمم تلك الهضاب المرتفعة ولم يبقى سوى القليل منها من إطلالها وأحجارها المتساقطة على الأرض، وعلى مسافة قليلة إلى جهة الشمال من موقق توجد آثار لمدخل قصر أو معبد كبير شيّد على أحد الجبال ونقش على صخور تلك المدخل كتابات مختلفة، بعضها بالخط العربي القديم «المسند» وبعضها بخطوط لا يستطيع معرفتها إلا المتخصصين وبعضها بالخط الكوفي، ومن أوضح النقوش في ذلك الجبل بالخط العربي المسند نقش كما يوجد في ذلك الجبل والجبال القريبة منه رسوم مختلفة، بعضها لخيول وبعضها لحيوانات أخرى كالإبل وغيرها. 
كما تضم تلك الأعمال رسوم الجياد يركبها خيال بيده رمح طويل، كما أن هناك رسوم لأدوات مختلفة، بعضها يشبه المحراث، وبعضها يشبه المشط، ومعظم تلك النقوش والرسومات حفرت بطريقة نحت الصخر العميق «طريقة النقر» بواسطة آلات حديدية حادة، إلا أن هناك مشكلة عوامل التعرية التي تحول دون التعرف على أكثر الرسومات والنقوش في تلك المواقع فهي بحاجة إلى دراسة وكشف من قبل المتخصصين.

## الجغرافيا والسطح
تقع مدينة موقق في وادي كبير يمتد من الشمال إلى الجنوب؛ وهي امتداد لوادي الرصفين ووادي البيضيات ووادي الرتيق التي تفيض من جبل أجا؛ ويحيط بها من الشمال النفود والتي تمتد إلى الجوف؛ ومن الشرق جبل جرغ وجبل أجا؛ ومن الجنوب جبل أجا؛ ومن الغرب السهول الغربية المنبسطة والتي تضم عدداً من الجبال والهضاب الصغيرة. وتمتاز المدينة بموقعها الجغرافي بارتفاعها عن سطح البحر 1200 متر، وبالقرب منها توجد قمة جبل قدران (السمرا) على ارتفاع 6000 قدم عن مستوى سطح البحر، ويمر بها الطريق الدولي حائل -العلا -تبوك.

### التضاريس
من أهم العوامل الجغرافية الموجودة في مدينة موقق وجود سلسلسة جبال أجا التي تحد المدينة من الجهتين الشرقية والجنوبية، وتقع شرق هذه السلسلة مدينة حائل حيث لا يفصلها عن مدينة موقق سوى وجود هذه السلسلة والتي يزيد عرضها عن 30 كيلو متر وطولها عن 100 كيلو متر.
سلسلة جبال أجا
تحيط سلسلة جبال أجا وما يتفرع منها بمدينة موقق، حيث أنه كما هو معلوم أن سلسلة جبال أجا تمتد على مسافة تزيد عن 100 كيلو متر من قرية الحفير شرقاً إلى قرية الفيضة غرباً حيث تقع مدينة حائل في الجهة الشرقية منه عند بدايته من جهة الشرق وموقق جهة الغرب. ومن أهم المعالم الجغرافية والمسميات المعروفة في هذه السلسلة والقريبة من مدينة موقق ما يلى:
جبل جرغ جبل الكور.
جبل حية جبل ضليعة.
جبل صيحان حبل اليسر.
جبل أم الحمام جبل أبوجرف.
جبل بلطة جبل قدران.
جبل شوط جبل أبو صوير.
جبل صحى جبل الشقراء.
جبل البيضيات جبل الصفراء.
جبل الرتيق جبل خشيت.
جبل الرضفين جبل نبتل.
جبل الجديدة.
جبل كهفه.
سلسلة جبال حبران
وهي عبارة عن سلسلة جبلية مشهورة قديماً بوجود الغزلان والحبارى على بعد 90 كيلو متر شمال مدينة موقق في وسط النفود بالقرب من قرية المحفر. وقد جاء في معجم البلدان لياقوت الحموى (المجلد 2) ص 244 : حبران: بالكسر: جبل في قول زيد الخيل يصف ناقته:
غدت من زخيغ ثم راحت عشية بحبران، إرقال العتيق المجفر
فقد غادرت للطير، ليلة خمسها جوارا برمل النغل لما يعسر
قال الراعى:
كأنها ناشط حم مدامعه من وحش حبران، بين النقع والظفر
ومن أهم المعالم الجغرافية فيها أيضا: المثلث – شفاء البين – أسواق – أبا الذروق – غار زامل.
سلسلة جبال المسما (المسمى)
وهي عبارة عن سلسلة من الجبال تمتد من الجنوب إلى الشمال على طول (80 كيلو متر) في وسط النفوذ من جهة الشمال.
وهناك عدد من الجبال والهضاب، منها:
- جبل رخام: ويقع شمال مدينة موقق على بعد 40 كيلومتر غرب قرية طوية.
- جبل ساق: ويقع شمال مدينة موقق على بعد 30 كيلو متر شرق قرية طوية بالقرب من قرية الحطي.
- جبل الأعيمدة: ويقع شمال غرب مدينة موقق على بعد 20 كيلو متر بالقرب من هجرة قصيريات.
- جبل جرقوق: ويقع غرب مدينة موقق على بعد 15 كيلومتر.
- جبل جديد: ويقع شمال مدينة موقق على بعد 15 كيلومتر.
- جبل شهبرة: ويقع غرب مدينة موقق على بعد 15 كيلومتر.
- جبل إهطالة: يقع شمال مدينة موقق على بعد 8 كيلومترات.
- جبل إبرق غوث: ويقع شمال مدينة موقق على بعد 2 كيلو متر.
- جبل الخشب: ويقع شرق مدينة موقق على بعد 25 كيلومتر بالقرب من قرية الحفير.
- جبل العبد: ويقع شرق مدينة موقق على بعد 10 كيلو مترات.

## الجيولوجيا
تقع مدينة موقق في وسط مربع القصر الجيولوجي ما بين خطي طول 41 درجة و 41 درجة و20 دقيقة شرقا. وخطي عرض 27 درجة و 15 دقيقة، و 27 درجة و 30 دقيقة شمالاً. تغطي مساحة قدرها 2750 كيلومتر مربع تقريباً. تغطي رواسب العصر الحديث الوديانية من حصى ورمال وكثبان رملية غالبية المنطقة، بينما تغطي الصخور الجوفية الجزء المتبقي والتي تتمثل في العديد من أنواع الصخور. حيث تظهر صخور المونزوجرانيت القلوي الفلسباري الغنية بمعادن البيوتييت والهورنبلند في جبل أم رقبه، وجبل دوير، وجبل جرغ شرق وجنوب شرق مدينة موقق. تظهر صخور الجابر في جبل العبد شرق مدينة موقق، وغرب مدينة موقق تظهر صخور معقد موقق وهي خليط من الصخور الجوفية المتحولة إلى سحنة الشست الأخضر. ويحتوي معقد موقق على صخور جرانيتية وديوراتية غنية بالبلاجيوكليز بالإضافة إلى وجود العديد من القواطع البازلتيه ذات الاتجاهات الشمالية الغربية والشرقية الغربية (دايكات).
تظهر في الجزء الجنوبي من موقق صخور جرانيتية حمراء ذات تحبب دقيق. قرب الرضفين وتقع مدينة موقق بكاملها في الدرع العربي وهو المعروف بشح المياه الجوفية والتي تعتمد على مياه الأمطار، ولا يزيد عمق الابار في موقق بالغالب عن 70 متراً.

## التنوع البيئي
أهم النباتات والأشجار البرية بموقق: العرفج، الشيح، العبيثران، الارطاء، القحويان، الصمعاء، الكتاد، الربلة، الحوذان، النفل، التربة، البسباس، الجهق، القيصوم، السبط، الحنبازى، الخطمي، النصي، الحماط، الرقم، الحواء، الطيطان، الخبيز، الرمث، الفقع (الكماء). العوشز، الثيل، السعدان.

## السياحة
تعتبر مدينة موقق من أفضل المواقع السياحية بمنطقة حائل لما تتمتع به من مناظر طبيعية وكثرة الاودية والأشجار في هذه الاودية ومن أهمها: وادي حية؛ وادي البيضيات؛ وادي الرتيق؛ وادي الرضفين؛ وادي الذابح؛ وادي ذيخين؛ وغيرها؛ وجميعها تفيض من جبل أجا ومن الشمال من مدينة موقق النفود ومن الغرب منها السهول؛ وفي وقت الربيع تكتسي هذه الأودية والسهول والنفود باللون الأخضر.

## وصلات خارجية
- «موقق».. محافظة بمواصفات قرية!.